# ألدين شاجيتش
ألدين شاجيتش مواليد 11 سبتمبر 1992 في كونييتش، جمهورية يوغوسلافيا الاشتراكية الاتحادية، هو لاعب كرة قدم بوسني يلعب مع إسطنبول سبور كلاعب وسط.

## المسيرة الاحترافية

### أندية لعب لها
- نادي تيبليتسه
- معمورة العزيز سبور
- إسطنبول سبور

## روابط خارجية
- ألدين شاجيتش على موقع الاتحاد الأوربي (الإنجليزية)
- ألدين شاجيتش على موقع اتحاد تركيا (لاعب) (الإنجليزية)
- ألدين شاجيتش على موقع قاعدة بيانات كرة القدم.إي يو (الإنجليزية)
- ألدين شاجيتش على موقع Soccerway.com (الإنجليزية)
- ألدين شاجيتش على موقع عالم كرة القدم.نت (الإنجليزية)